# Bois du Cazier
El Bois du Cazier és un complex museístic de Marcinelli (Bèlgica) que compta amb un museu dedicat a la indústria, un museu sobre el vidre i un espai en memòria dels 262 miners de 12 nacionalitats diferents que van morir en l'accident que succeí a la mina el 8 d'agost de l'any 1956. Aquest espai de memòria permet conèixer aquest fatídic accident i de retruc la història de la immigració d'obrers de tot Europa, sobretot italians, a aquest territori miner de Bèlgica. Membre de la Coalició Internacional d'Espais de Consciència (www.sitesofconscience.org).
La Revolució Industrial s'inicia a la segona meitat del segle xviii al Regne Unit i produeix una sèrie de canvis econòmics, socials i tecnològics que modificaran totalment el sistema existent. Però perquè la Revolució Industrial es realitzés amb èxit va ser imprescindible el carbó, principal font d'energia per a la indústria i les comunicacions d'aquella època. Per aquest motiu els territoris on hi havia conques mineres com és el cas de la regió de Charleroi (Bèlgica) aviat van viure un fort creixement de població amb l'arribada d'obrers de tot Europa que venien a treballar les explotacions mineres, iniciant-se així una forta onada migratòria.